# Fajna Ryba
Fajna Ryba – najwyższe naturalne wzniesienie województwa łódzkiego (347 m n.p.m.), położone na terenie gminy Przedbórz, w obrębie Pasma Przedborsko-Małogoskiego oraz Przedborskiego Parku Krajobrazowego, wchodzące w skład północnej Wyżyny Przedborskiej. U stóp wzniesienia leży miejscowość Góry Mokre.
Na powierzchni wzgórza widoczne są utwory mezozoiczne, a układ rzeźby terenu ma w znacznej mierze genezę przedczwartorzędową.
W trakcie II wojny światowej góra stanowiła fragment szerszego pasma umocnień niemieckich mających stawić czoło nacierającej Armii Czerwonej, czego znakiem są zachowane do dziś, choć trudne do rozpoznania fragmenty okopów. Do ich budowy hitlerowcy zmuszali zamieszkującą okolice ludność cywilną. Do militarnego wykorzystania umocnień jednak nie doszło, z uwagi na obejście pozycji przez wojska radzieckie.